# Casaralta (azienda)
La Casaralta S.p.A., precedentemente nota come Officine di Casaralta, è stata un'azienda italiana di costruzioni meccaniche del settore ferrotranviario e produttrice di apparecchi elettromeccanici. La sua produzione rimase focalizzata sul mercato italiano, con veicoli ferroviari prodotti sia per le Ferrovie dello Stato sia per alcune imprese regionali.
Dal 1993 fu incorporata nel gruppo Firema cessando definitivamente la produzione negli anni duemila.

## Settori di attività

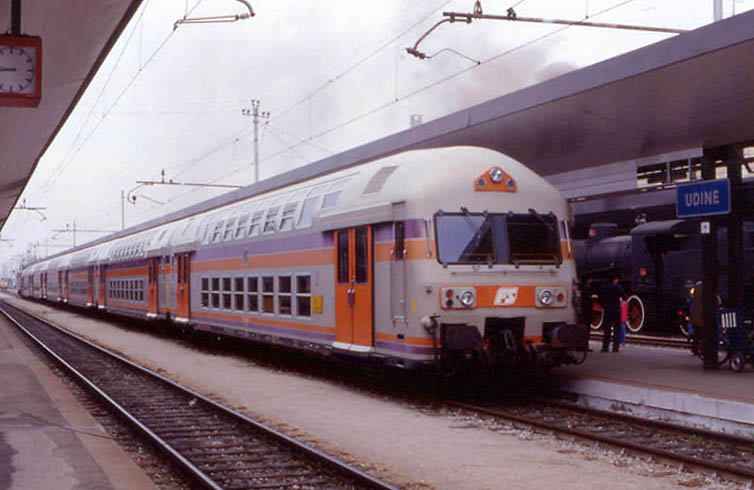
Carrozza pilota Casaralta a due piani

La precedente posizione nel settore tranviario fu mantenuta, con la produzione di tram a vapore ed elettrici per numerose tranvie fra cui la rete SNFT di Parma.
Fra le elettromotrici prodotte in seguito alla riconversione e all'ammodernamento degli stabilimenti figurano quelle per la ferrovia Roma-Fiuggi-Alatri-Frosinone e la ferrovia Roma-Civita Castellana-Viterbo; l'apice viene raggiunto dal 1959 con la commessa di un lotto di elettromotrice ALe 601, seguito a distanza di qualche anno da quello delle elettromotrici per la Ferrotramviaria di Bari.
Nel settore delle locomotive, costruite su progetto FS, fu prodotto un lotto di E.444, l'ultima serie del gruppo E.656 e alcuni componenti per le locomotive E.404 per i treni ETR 500.
La produzione di veicoli trainati comprese alcuni carri per trasporto di automobili, diverse carrozze UIC-X e carrozze letti e soprattutto il numeroso gruppo di carrozze a due piani realizzate su brevetto francese CIMT Lorraine.

## Storia
Il 14 aprile 1895 fu siglato un rogito notarile con il quale Clemente Nobili acquistò un fondo in località Casaralta, fuori dalla cinta daziaria e limitrofo alla via Ferrarese lungo la quale era presente il binario, comune alle tranvie Bologna-Pieve di Cento e Bologna-Malalbergo. Nel terreno venne edificato il nuovo stabilimento di produzione delle Officine Nobili, opificio che si specializzò dapprima nella produzione di mobili e arredi lignei per poi diventare un produttore nazionale di veicoli ferroviari e tranviari, alcuni dei quali esportati anche all'estero in virtù della collaborazione con una multinazionale americana.
Alla morte del Nobili lo stabilimento bolognese rimase in attività come Succursale delle Officine Reggiane per poi essere acquisito, nel 1919, dagli imprenditori Cesare Donati e Carlo Regazzoni che, con il nome di Officine di Casaralta, proseguirono la produzione di veicoli ferroviari e apparecchiature meccaniche.
In seguito alla crisi del primo dopoguerra il Regazzoni rilevò l'azienda, riorganizzandola e puntando sulla manutenzione di rotabili ferroviari delle FS e sulla produzione di rotabili tranviari.

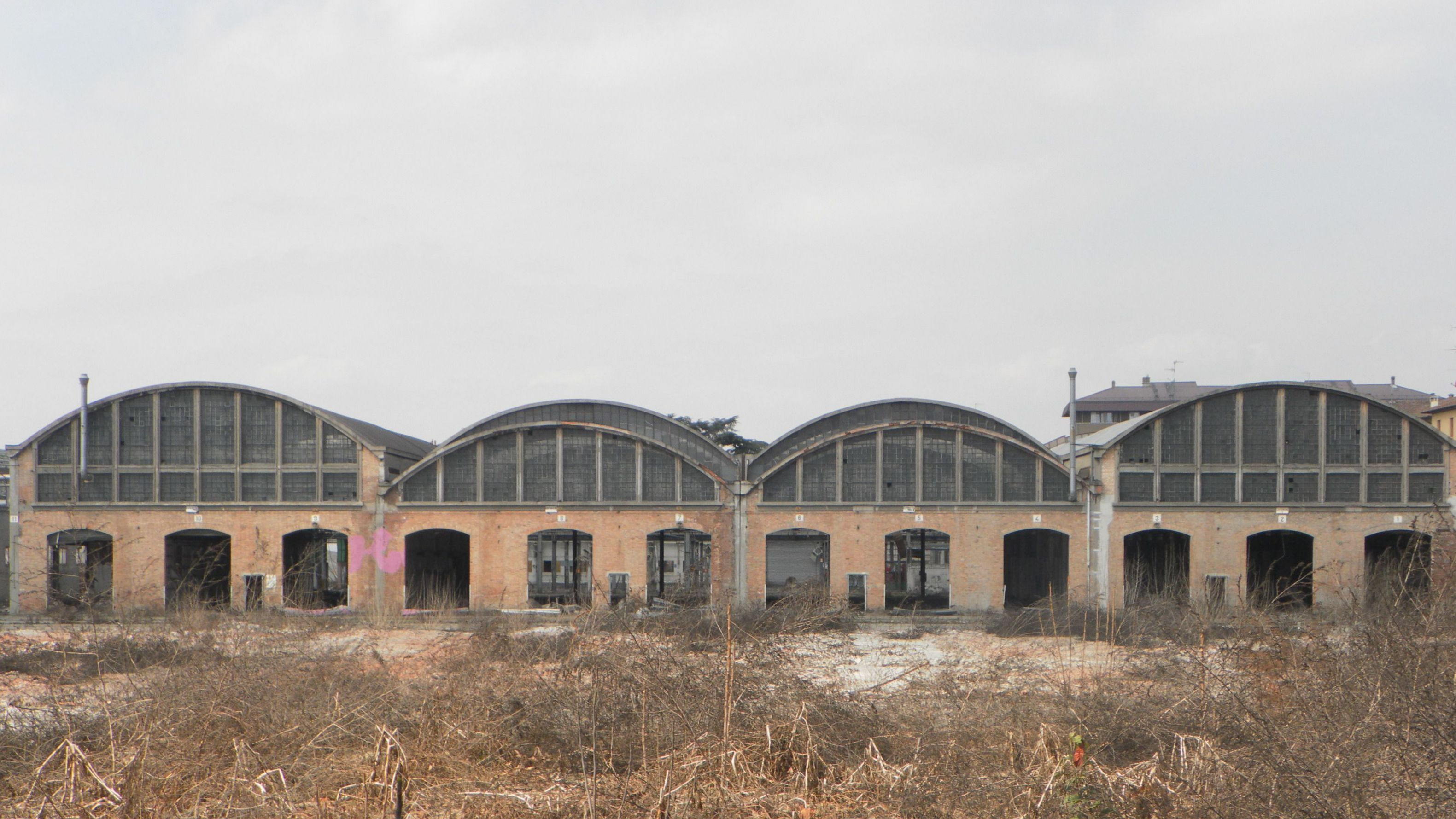
Capannoni della Casaralta in abbandono dopo la cessazione delle attività

Nel 1935 la società, subendo i pesanti effetti della crisi degli anni trenta, venne salvata dal fallimento grazie all'intervento dell'IRI; il 9 marzo 1935 mutò la sua ragione sociale in Società Anonima Officine di Casaralta. 
Nel secondo dopoguerra la sua specializzazione venne sfruttata per la ricostruzione postbellica, con la riparazione di vari tipi di rotabili, ma finito il lavoro entrò nuovamente in crisi fino ad essere posta in liquidazione.
Nel 1955 la società fu ricostituita e messa in grado di effettuare il salto di qualità, abbandonando il settore delle riparazioni, ed espandendo quello delle costruzioni.
Negli anni settanta la "Casaralta" entrò in compartecipazione di capitale per la costituzione delle Officine Meccaniche Casertane.
La fase successiva degli anni ottanta fu caratterizzata da maggiori investimenti per l’innovazione tecnologica nel tentativo, riuscito parzialmente, di svolgere attività di costruzione di materiale rotabile più che lavori di riparazione, fino a quel momento preponderanti. Le commesse pubbliche furono ancora una volta fondamentali per la sussistenza dell'azienda, che risentiva della concorrenza degli autotrasporti e degli stessi orientamenti governative che penalizzavano i trasporti ferroviari a favore di quelli su strada. 
Negli anni Novanta si evidenziarono forti segnali di crisi riguardanti l'intero settore produttivo del materiale rotabile, con la chiusura di tante imprese importanti (dal settore ferroviario delle Officine Meccaniche Reggiane nel 1989 alla Stanga di Padova nel 2003) e la vendita a investitori stranieri di importanti aziende quali la Fiat ferroviaria e la Brown Boveri). 
Questo c’è stato fino agli anni ’90, poi mancarono gli investimenti, e come azienda si consorziò con Firema, diventò un gruppo; lì dagli anni ’90 fino ad arrivare al ’98 ci furono continue difficoltà, si lavorava senza prospettive generali. Si facevano commesse per le Ferrovie dello Stato ma non erano sufficienti; iniziarono i periodi di cassa integrazione. La fabbrica iniziò a evadere commesse per la Francia, per le quali in fabbrica si facevano solo gli scheletri delle vetture che poi venivano rifinite in Francia.
L'azienda, in seria difficoltà, continuò l'attività, e nonostante l'ipotesi di chiusura fosse diventata evidente, riuscì a costruire i tram per Manchester. 
Nel 2010 fu avviata la demolizione della storica sede di via Ferrarese.